# Leptobrama muelleri
Leptobrama muelleri är en fiskart som beskrevs av Steindachner, 1878. Leptobrama muelleri är ensam i släktet Leptobrama och i familjen Leptobramidae. Inga underarter finns listade i Catalogue of Life.
Enligt en studie från 2016 ska ytterligare en art godkännas i släktet, Leptobrama pectoralis.
Arten förekommer i västra Stilla havet kring Australien och Nya Guinea. Den besöker även bräckt vatten och sötvatten. De största exemplaren når en längd av 37,5 cm. Det vetenskapliga namnet är sammansatt av grekiska leptos (smal) och gammalfranska breme, bresme (beteckning för en fisk).